# Tore Keller
Tore Keller   (Norrköping, 4 de gener de 1905 - Norrköping, 15 de juliol de 1988) fou un futbolista suec, que jugava de davanter, que va competir durant les dècades de 1920 i 1930.
El 1924 va prendre part en els Jocs Olímpics de París, on guanyà la medalla de bronze en la competició de futbol.
Pel que fa a clubs, defensà els colors del IK Sleipner (1924-1940), amb qui guanyà la lliga sueca de 1937. En aquest club marcà 152 gols en 305 partits. Amb la selecció nacional, jugà 25 partits entre 1924 i 1938, en què marcà 16 gols. Va disputar el Mundial de futbol d'Itàlia de 1934 i el de França de 1938.